# BORCS6
BORCS6 (англ. BLOC-1 related complex subunit 6) – білок, який кодується однойменним геном, розташованим у людей на короткому плечі 17-ї хромосоми. Довжина поліпептидного ланцюга білка становить 357 амінокислот, а молекулярна маса — 37 226.
| 10         |  | 20         |  | 30         |  | 40         |  | 50         |
| ---------- |  | ---------- |  | ---------- |  | ---------- |  | ---------- |
| MESSRGRPGP |  | ETDLLAVAEH |  | QALVFGGGPG |  | RTSSEPPAGL |  | RVSGEEETEN |
| VGGANRHPRT |  | SPKTSSCGVV |  | HRPEREALEN |  | EPGPQGTLSG |  | AGSRRGAPGA |
| EHEPSLSSRH |  | KNPAPPEGKP |  | SSGRDCRRGG |  | PGGGMDVEQQ |  | EEEDNDEEAA |
| AGSRAGRSFS |  | SRLQDSRSLD |  | GLSEACGGAG |  | SSGSAESGAG |  | GGRRATISSP |
| LELEGTVSRH |  | GDLTHFVANN |  | LQLKIRLSGA |  | PPPPPSAPAR |  | PCPAPAPTPT |
| PAIPPIDPEV |  | LRDLERLSRE |  | LGGRVDRLLR |  | GLGGAVQELT |  | ALSVGCIQTY |
| RDAVDSLGEA |  | VDMSIKGMYT |  | LLARCEELER |  | ALQPVQGLAR |  | QVRDIRRTLE |
| VLEALCK    |  |            |  |            |  |            |  |            |

A: Аланін

C: Цистеїн

D: Аспарагінова кислота

E: Глутамінова кислота

F: Фенілаланін

G: Гліцин

H: Гістидин

I: Ізолейцин

K: Лізин

L: Лейцин

M: Метіонін

N: Аспарагін

P: Пролін

Q: Глутамін

R: Аргінін

S: Серин

T: Треонін

V: Валін

Кодований геном білок за функцією належить до фосфопротеїнів. 
Локалізований у мембрані, лізосомі.